# Trasmoz
Trasmoz es un municipio español de la provincia de Zaragoza, en la comunidad autónoma de Aragón. Ubicado en la comarca de Tarazona y el Moncayo, tiene una población de 83 habitantes (INE 2024).
La localidad ha dado lugar a leyendas sobre brujas y aquelarres, alguna de las cuales fue recreada por Gustavo Adolfo Bécquer. Es el único pueblo español oficialmente maldito y excomulgado por la Iglesia católica; dicha excomunión no ha sido revocada todavía. En julio se celebra una feria de la brujería y las plantas medicinales.

## Toponimia
El nombre «Trasmoz» figura por primera vez en la Carta Puebla de Vera de Moncayo de 1368, como "Trasmoz", y unos años más tarde en el Libro Chantre, como "Trasmoç". Según Manuel Gargallo Sanjoaquín su etimología debería buscarse en el nombre Trasmontes, lo que vendría de su localización geográfica, ya que el pueblo está rodeado por montes por el este y por el oeste. Con el paso del tiempo, del nombre Trasmontes se ha perdido la primera vocal postónica, y luego el grupo "ts" se convirtió en "z", como ocurre a menudo en el habla aragonesa.

## Geografía
Trasmoz se sitúa en las faldas del Moncayo, a una altitud de 765 m sobre el nivel del mar y al oeste de la provincia de Zaragoza, y a una distancia de 13 km de Tarazona y a 78 km de Zaragoza. El término municipal tiene un área de 18,26 km².
Parte de su término municipal está ocupado por el parque natural del Moncayo.

## Historia

### Edad Media
La historia del actual núcleo se remonta al siglo XII, cuando se fundó el Señorío de Trasmoz, que durante el siglo XII y el XIII fue alternando entre el Reino de Aragón y el de Navarra, hasta que Jaime I lo conquistó definitivamente en 1232.
Durante el siglo XIII, los ocupantes del castillo falsificaban monedas. Para evitar que la población local investigara el raspado y martilleo, difundieron el rumor de que brujas y hechiceros hacían sonar cadenas y forjaban calderos para hervir pociones mágicas por la noche. Trasmoz era una comunidad próspera y un poderoso feudo, lleno de minas de hierro y plata y vastas reservas de madera y agua. También era territorio laico, lo que significaba que no pertenecía al dominio circundante de la Iglesia, y por real decreto no tenía que pagar cuotas o impuestos al cercano monasterio de Veruela, hecho que enfureció a la Iglesia. Cuando los rumores de Trasmoz como refugio de brujería comenzaron a extenderse más allá de los límites del pueblo, el abad de Veruela aprovechó su oportunidad para castigar a la población, solicitando que el arzobispo de Tarazona, la ciudad cercana más grande, excomulgara a todo el pueblo. Esto significaba que no se les permitía confesarse ni tomar los santos sacramentos en la Iglesia católica. La rica comunidad de Trasmoz, una mezcla de judíos, cristianos y árabes, no se arrepintió, lo que habría sido la única forma de eliminar la excomunión. Las disputas con Veruela continuaron durante muchos años, y llegaron a un punto crítico cuando el monasterio comenzó a desviar agua del pueblo en lugar de pagarla. En respuesta, Pedro Manuel Ximenez de Urrea, el señor de Trasmoz, se alzó en armas contra el monasterio. Pero antes de que estallara una guerra abierta, el rey Fernando II de Aragón abordó el asunto y decidió que las acciones de Trasmoz estaban justificadas.
Sobre Mediados del siglo XIV, perteneció a la Casa de Luna, hasta que en 1437 Alfonso V hizo que Trasmoz, tras el apoyo dado a Jaime II de Urgel en el Compromiso de Caspe y Lituénigo, sometiera su autoridad a don Lope Ximénez de Urrea y Centellas (I conde de Aranda).

### Edad Moderna
Tras la muerte de Lope, el señorío de Trasmoz fue sucedido por Pedro Manuel Ximénez de Urrea, que era el segundo hijo de Lope. El conseguir el señorío de Trasmoz hizo que se enfrentara a su hermano primogénito Miguel Ximénez de Urrea (II Conde de Aranda).
En 1511, con el permiso explícito del papa Julio II, la Iglesia lanzó una maldición sobre la aldea. Se entonó el Salmo 108, la herramienta más poderosa que posee la Iglesia para pronunciar una maldición. Alegaron que Pedro Manuel y la gente de Trasmoz habían sido cegados por la brujería, y como la maldición fue sancionada por el Papa, solo un Papa tiene el poder de levantarla. Ninguno lo ha hecho hasta el día de hoy.
Los años que siguieron fueron de declive para Trasmoz. El castillo se quemó hasta los cimientos en 1520 y permaneció en ruinas durante siglos. Sobre la década de 1530, el Castillo de Trasmoz quedó abandonado tras un incendio en la torre del homenaje, y la reutilización de materiales de construcción que había en el castillo hizo que a día de hoy solo estén presentes los muros y la torre.

### Edad Contemporánea
En un caserón de la plaza de España tuvo ETA dos zulos, en los que estuvieron secuestrados Julio Iglesias Puga, el dueño de Helados Avidesa Luis Suñer y el diplomático Javier Rupérez.

## Demografía
Trasmoz cuenta con una población de 83 habitantes (INE 2024).
| Gráfica de evolución demográfica de Trasmoz entre 1842 y 2021                                                       |
| |
| Población de derecho según los censos de población del INE Población de hecho según los censos de población del INE |

## Administración y política
| Período             | Alcalde                                          | Partido | Partido |
| ------------------- | ------------------------------------------------ | ------- | ------- |
| 1979-1983           | Luis Enrique Berges Jaime                        | UCD     |         |
| 1983-1987           |                                                  |         |         |
| 1987-1991           |                                                  |         |         |
| 1991-1995           |                                                  |         |         |
| 1995-1999           |                                                  |         |         |
| 1999-2003           | María del Mar Salvador                           | PSOE    |         |
| 2003-2007           | María del Mar Salvador                           | PSOE    |         |
| 2007-2011           | Francisco Javier Moliner Cebollada               | PAR     |         |
| 2011-2014 2014-2015 | Francisco Javier Moliner Cebollada David Rabinal | PAR     |         |
| 2015-2019           | Jesús Daniel Andía Bernia                        | PP      |         |

| Partido político    | Partido político                                    | 2003   | 2007   | 2011   | 2015   |
| Partido político    | Partido político                                    | Ediles | Ediles | Ediles | Ediles |
|                     | Partido Popular de Aragón (PP)                      | —      | —      | 1      | 2      |
|                     | Partido Aragonés (PAR)                              | —      | 1      | 2      | 1      |
|                     | Ciudadanos (CS)                                     | —      | —      | —      | —      |
|                     | Partido de los Socialistas de Aragón (PSOE-Aragón)  | 1      | —      | —      | —      |
|                     | Chunta Aragonesista (CHA)                           | —      | —      | —      | —      |
|                     | Colectivo de Convergencia (CC)-Izquierda Unida (IU) | —      | —      | —      | —      |
| Total de concejales | Total de concejales                                 | 1      | 1      | 3      | 3      |

## Patrimonio

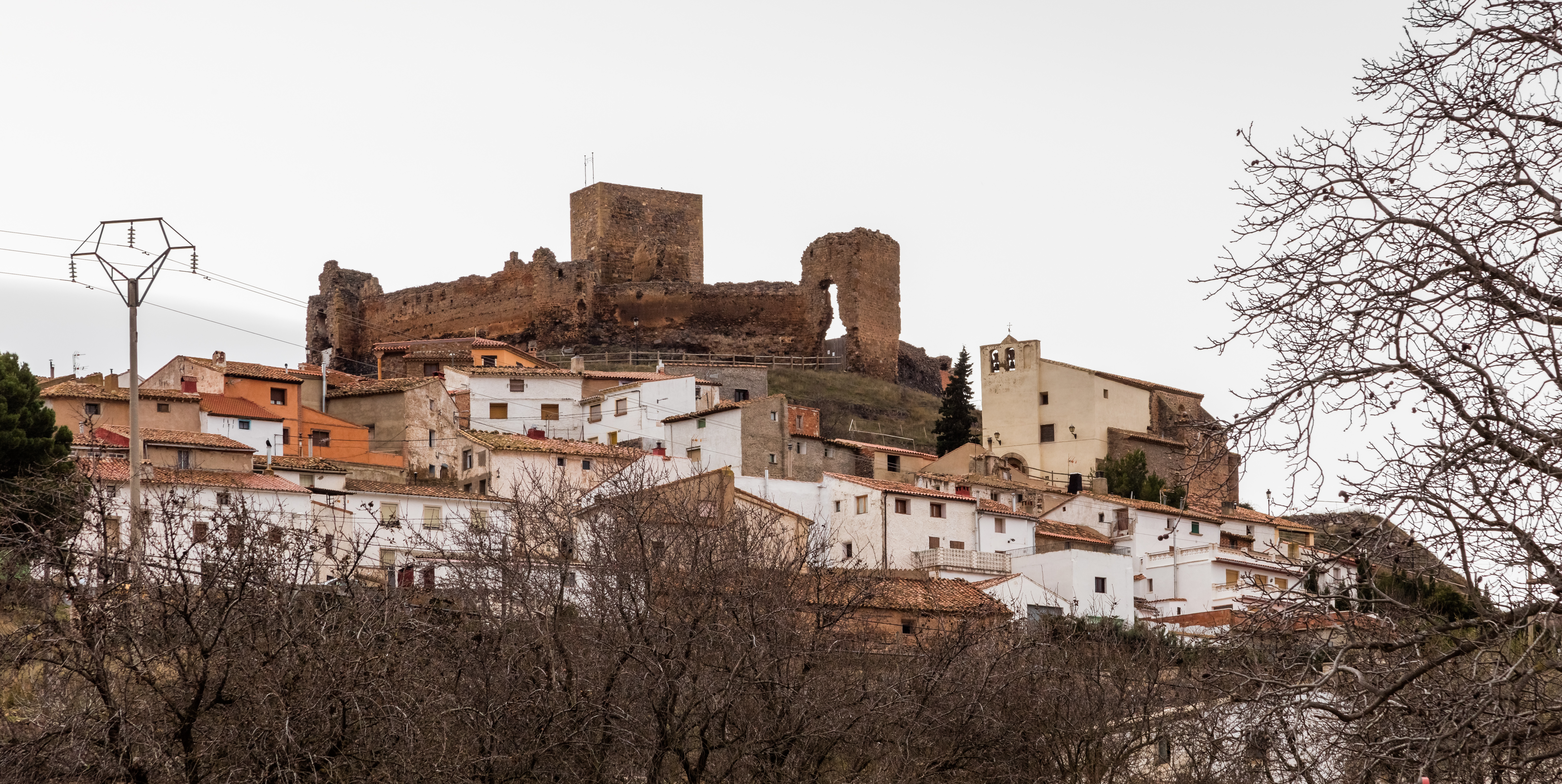
Vista de Trasmoz y su castillo

- El castillo de Trasmoz. Destaca en lo alto de su colina el imponente castillo de Trasmoz. Este castillo, durante los siglos XIV y XV, dependió de varios señores y familias muy influyentes en Aragón como Los Luna o el noble Lope Ximenez de Urrea. De 1513 a 1515 esta localidad se vio envuelta en una guerra entre el Conde de Ribagorza y la familia Ximenez de Urrea por la utilización del agua procedente del Moncayo. Debido a esta guerra la Iglesia, enemistada con los Ximenez de Urrea, lanzó la Maldición de Trasmoz. El propio Fernando el Católico tuvo que trasladarse varias veces a esta localidad a poner paz entre los dos bandos. Ha dado lugar a leyendas sobre brujas y aquelarres, alguna de las cuales fue registrada  por Gustavo Adolfo Bécquer, citando a la Tía Casca, vecina histórica del pueblo, que fue asesinada con impunidad por sus convecinos, acusada de ser una "bruja"; se trata de un relato que figura en Desde mi celda.[19] El inventor Manuel Jalón Corominas compró el castillo y actualmente este pertenece a la fundación Castillo de Trasmoz.[3][8]
- La iglesia de la Virgen de la Huerta, del siglo XII y XIII, de portada románica y nave gótica.[3][8]

## Festividades
Sus fiestas patronales son en honor de san Roque (16 de agosto). Cuenta además con otras festividades a lo largo del año promovidas por el Ayuntamiento de Trasmoz y la Asociación Cultural "El embrujo de Trasmoz". Se reparten así:
- Enero: Hoguera de San Antón
- Febrero: Salida del Santo por San Roque de invierno.
- Marzo: Día del árbol. Día dedicado a la naturaleza.
- Abril: Roldar el huevo. Recuperación de la tradición de roldar los huevos por las heras. El 29 de abril, festividad del Santo Cristo de la Piedad.
- Junio: Las enramadas. Junto con un grupo de joteros ir rondando por las casas, degustando licores y pastas. Hoguera de San Juan.
- Julio: Feria de la brujería y plantas medicinales. Esta tradición es muy conocida y atrae a turistas y a brujas de todas las partes de España.
- Agosto: El 15 de agosto se celebra la Virgen de Agosto y el 16 de agosto, San Roque, patrón de la localidad.
- Septiembre: La Virgen de la Huerta se celebra el 9 de septiembre.
- Octubre: Luz de las Ánimas. Recuperación de la tradición de honrar a los fallecidos.